# Maussolos

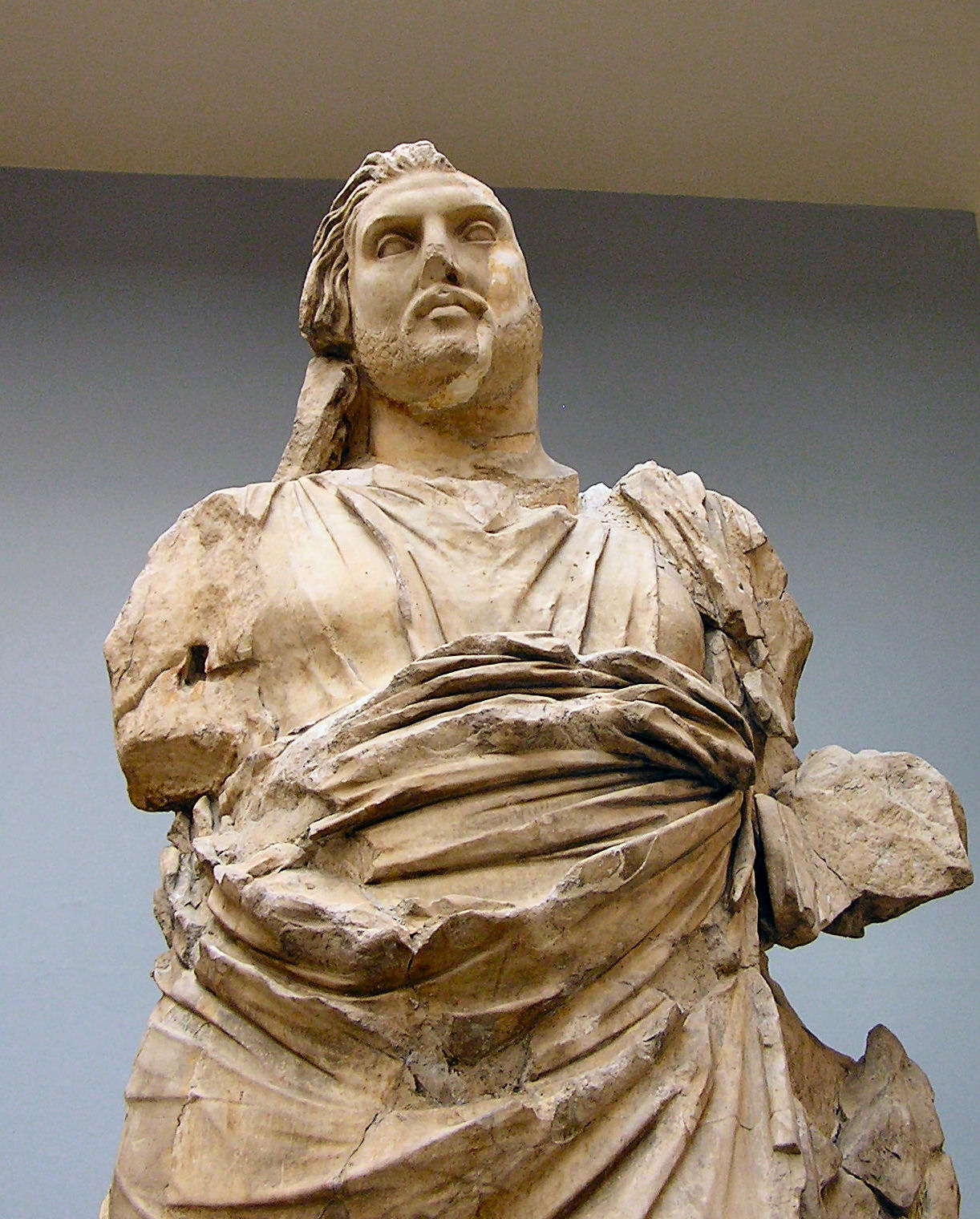
Skulptur des Maussolos von seinem Grabmal

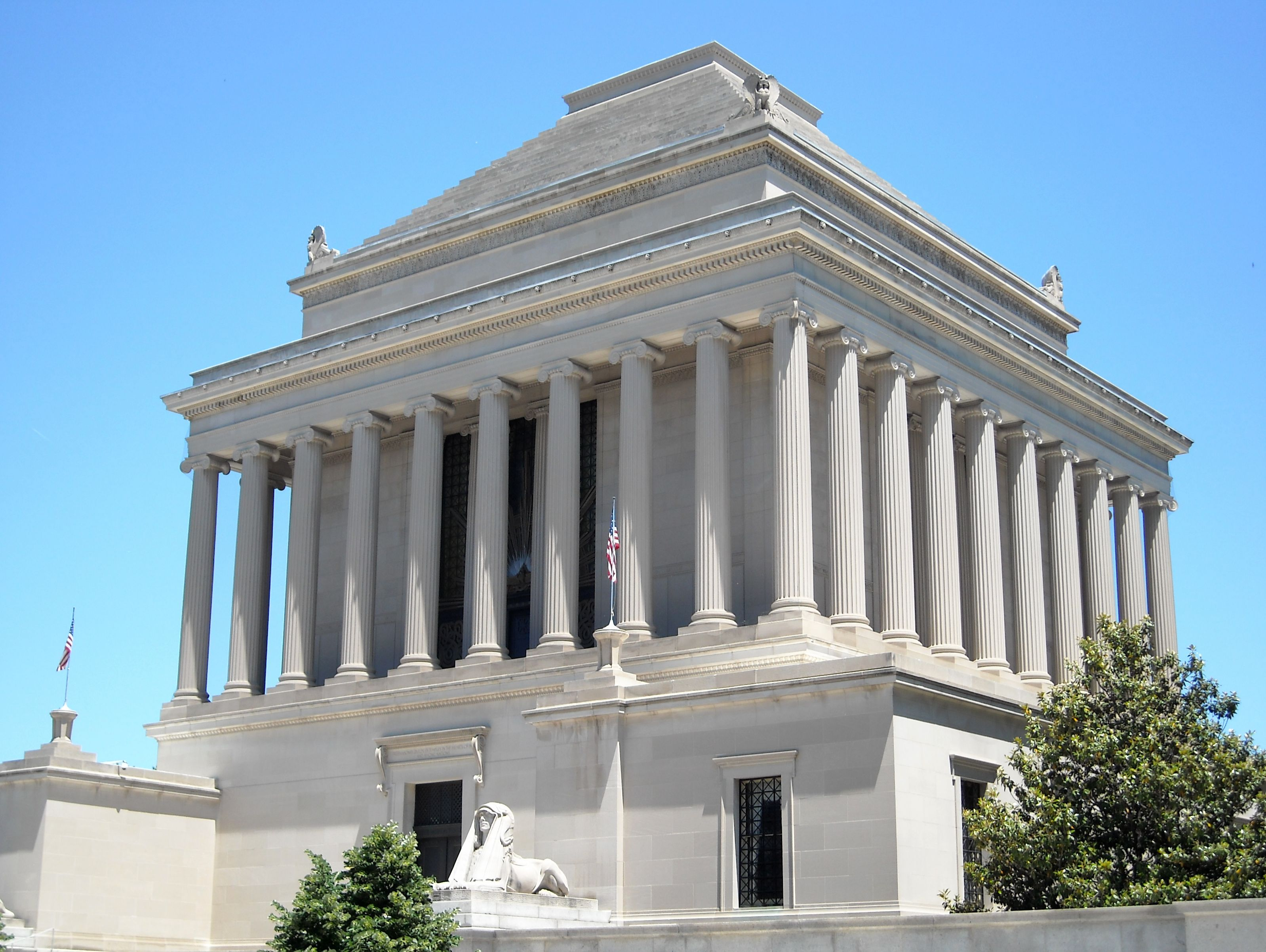
Das House of the Temple in Washington D.C. wurde nach dem Vorbild des Grabmals des Maussolos in Halikarnassos erbaut.

Maussolos oder Mausolos (altgriechisch Μαύσσωλος Maússōlos, inschriftlich auch Μαύσσωλλος Maússōllos oder Μαύσωλος Maúsōlos) regierte von 377–353 v. Chr. als persischer Satrap in Karien (an der Südwestküste der heutigen Türkei). Sein Name lebt bis heute in den als Mausoleen bezeichneten Grabbauten fort.

## Familie
Maussolos war der Sohn des Hekatomnos von Mylasa und gehörte zur Dynastie der Hekatomniden; seine beiden Brüder waren Idrieus und Pixodaros, seine Schwestern Artemisia II. und Ada.

## Geschichte
Da die persische Oberherrschaft nur locker war und Maussolos es außerdem verstand, während der Satrapenaufstände geschickt zu taktieren und zu koalieren, regierte er souverän und vergrößerte sein Herrschafts- und Einflussgebiet. Ohne sich festzulegen und langfristig zu verpflichten, unterstützte er im Jahr 365 v. Chr. die persische Zentralgewalt, später dann (362 v. Chr.) zurückhaltend die aufständischen Satrapen und schließlich (ab 357 v. Chr.) die von Athen abgefallenen Mitglieder des 2. Attischen Seebunds, sodass auch Rhodos und Kos unter seine Herrschaft kamen.
Maussolos unterstützte einerseits die einheimische anatolisch-karische Kultur, förderte aber andererseits die griechische Kunst und Literatur (Hellenisierung). Anstelle des alten Mylasa (heute Milas) machte er um 367 v. Chr. die Hafenstadt Halikarnassos (heute Bodrum) zur neuen Hauptstadt Kariens und ließ es von griechischen Baumeistern und Künstlern mit prunkvollen Bauten ausstatten.

## Mausoleum
Noch zu Lebzeiten gab er sein eigenes Grabmal in Auftrag, das Maussoleion, das aber erst unter der Herrschaft seiner Schwester, Ehefrau und Nachfolgerin Artemisia fertiggestellt wurde. Wegen seiner Pracht und Größe wurde das Mausoleum von Halikarnassos zu den Sieben Weltwundern der Antike gezählt. Sein Name wurde zum Gattungsbegriff für prunkvolle Grabanlagen und erinnert noch heute an den persischen Satrapen. Der Bau selbst wurde später durch ein Erdbeben schwer beschädigt und seine Steine zur Errichtung des Kreuzritter-Kastells von Bodrum benutzt. Daher sind heute, nach Ausgrabungen dänischer Archäologen, nur noch die Fundamente und wenige Überreste des Mausoleums sichtbar.
Nach Maussolos’ Tod übernahm seine Witwe Artemisia die Regierung und herrschte bis zum Jahr 351 v. Chr. erfolgreich über Karien und Rhodos. Der Legende nach sei ihre Liebe zu ihrem Bruder so groß gewesen, dass sie sich nicht in Worten oder Gedichten habe ausdrücken lassen. Nach seinem Tod soll ein so großer Schmerz Artemisia ergriffen haben, dass sie die noch warme Asche ihres Bruders mit Wein vermischt getrunken habe, um ihm ein lebendes Grab zu sein.

## Sonstiges
Maussolos ist Namensgeber des Mount Mausolus in Alaska.